# Internationales Ökologisches Bildungszentrum Istomino
Koordinaten: 52° 8′ 0,6″ N, 106° 17′ 57,7″ O
Das Internationale Ökologische Bildungszentrum Istomino (russisch Международный эколого-образовательный центр «Истомино») ist eine biologische Station in Istomino am Baikalsee. Es gehört zum Baikal-Institut für Naturmanagement der sibirischen Abteilung der Russischen Akademie der Wissenschaften. Die Station dient der wissenschaftlichen und logistischen Unterstützung der Forschung zum Ökosystem des Baikalsees und des Selenga-Deltas sowie der ökologischen Erziehung.

## Lage
Das Bildungszentrum befindet sich in Istomino, einem Dorf in der Republik Burjatien, das unmittelbar südwestlich des Deltas der Selenga am Ufer des Baikalsees liegt. Die nächsten Städte sind Kabansk in 25 km und Ulan-Ude in 100 km Entfernung (Luftlinie).
Das Selenga-Mündungsdelta ist ein einzigartiges Süßwasser-Delta. Seine Fläche beträgt 550 km², einschließlich der seichten Buchten an der Deltafront etwa 1120 km². Sein Alter wird auf 25 Millionen Jahre geschätzt. Das als RAMSAR-Gebiet ausgewiesene Delta ist Rast- und Brutplatz für zahlreiche Wasservogelarten.

## Geschichte
Die Gründung des Bildungszentrums erfolgte auf Beschluss der Regierung der Republik Burjatien vom 6. Juli 2000. Am 30. April 2001 wurde es offiziell eröffnet und steht seitdem russischen und ausländischen Wissenschaftlern zur Verfügung.

## Beschreibung
Die Station befindet sich auf einem etwa 12.000 m² großen Grundstück im Zentrum Istominos. In einem komfortablen zweistöckiger Backsteinbau mit 615 Quadratmetern Fläche stehen 7 Doppelzimmer und 2 Achtbettzimmer zur Verfügung. Ein mit modernen Kommunikationseinrichtungen und Bibliothek ausgestatteter Konferenzsaal bietet 50 Personen Platz. Weiterhin gibt es ein hydrochemisches Labor und einen Speisesaal für 60 Personen. Auf dem Gelände befindet sich eine automatische Wetterstation, ein Gewächshaus, ein Stromaggregat, eine Garage für bis zu sechs Fahrzeuge und eine Sauna. Der Fuhrpark besteht aus drei Autos. Darüber hinaus stehen drei Boote und ein Ultraleichtflugzeug zur Verfügung.

## Aufgaben
Die Station dient der wissenschaftlichen und logistischen Unterstützung der Grundlagenforschung zum Ökosystem des Baikalsees und des Selenga-Deltas als Indikator für anthropogene Einflüsse und natürliche Veränderungen der Biodiversität im Becken des Baikalsees. Es organisiert wissenschaftliche Veranstaltungen im Themenbereich der nachhaltigen Entwicklung der Baikalregion. Darüber hinaus werden Fachpraktika für Studenten naturwissenschaftlicher Fakultäten und Sommerschulen in Ökologie, Ökonomie, Chemie, Physik und Mathematik für hochbegabte Kinder durchgeführt. Eine weitere Aufgabe ist die Entwicklung eines ökologischen Tourismus. Zum Zentrum gehört ein Versuchsbetrieb zur Herstellung umweltfreundlicher Lebensmittel unter Verwendung erneuerbarer Energiequellen.